# ДЖЭТ
ДЖЭТ (англ. JET, аббр. от Joint European Torus — Объединённый европейский токамак) — европейский токамак; крупнейший в мире действующий экспериментальный термоядерный реактор для удержания физической плазмы магнитным полем.
Основная задача ДЖЭТ — открыть в будущем способ проведения управляемой термоядерной реакции.
Расположен в Великобритании, в Калхэмском центре термоядерной энергии, который находится в районе деревни Калхэм (51°39′33″ с. ш. 1°13′35″ з. д.), недалеко от Оксфорда.

## История
Строительство объектов для реализации проекта было начато британской инженерно-строительной компанией Tarmac в 1978 году и было завершено в январе 1982 года. Детали для реактора поставлялись с заводов всей Европы.
Введён в строй в 1983—1984 годах. 
Из-за крайне высокого энергопотребления токамаком и ограниченной работы главной энергосистемы, также было построено два генератора для обеспечения реактора достаточным количеством электроэнергии.
Для безопасной работы реактор ДЖЭТ оснащен роботизированной системой дистанционного управления, помогающей справиться с радиоактивными излучениями, которые возникают в ходе реакции дейтерия и трития. Поскольку проект реактора ITER ещё не завершён, на сегодняшний день ДЖЭТ остаётся единственным в мире термоядерным реактором с такой системой.
В собственность британского UKAEA (Управление по атомной энергии Великобритании) установка перешла (поскольку Великобритания вышла из ЕС) в октябре 2021 года. 

## Научные результаты
В 1991 году достигнута мощность термоядерной реакции в 1 МВт. В эксперименте 1997 года на реакции D-T был поставлен мировой рекорд мощности управляемого термоядерного синтеза в 16 МВт. При этом параметр Q (отношение энергии, выделенной в реакции, к энергии, затраченной для разогрева плазмы, en:Fusion energy gain factor) составил примерно 0,7 (для зажигания самоподдерживающегося горения плазмы требуется достичь величины Q более 1). 
Как говорится в сообщении, распространенном 9 февраля 2022 г. британским правительством и Еврокомиссией, в ходе реакции синтеза, длившейся около пяти секунд, удалось произвести 59 МДж энергии (достигнутая мощность составила 11 МВт) и собрать большое количество ценных научных данных. Европейские чиновники и эксперты, опрошенные журналом Nature, указывают, что успешно осуществленный эксперимент демонстрирует потенциал создания «безопасных и экологичных» термоядерных электростанций.
В феврале 2024 г. было объявлено о новом рекорде в генерации термоядерной энергии в ходе испытаний на установках ДЖЭТ: команда сумела получить 69,26 мегаджоулей за  рекордные 6 секунд, использовав 0,2 миллиграмма топлива
Тогда же ДЖЭТ прекратил работу и далее будет демонтирован. За всё время термоядерный реактор создал свыше 100 тыс. импульсов с запуском термоядерной реакции синтеза..